# (16839) 1997 WT41
A (16839) 1997 WT41 a Naprendszer kisbolygóövében található aszteroida. A LINEAR projekt keretében fedezték fel 1997. november 29-én.